# Букурещ-9
Букурещ-9, Букурещката деветка, Деветте от Букурещ или Букурещкият формат ( B9 или B-9 ; полски: Bukaresztańska Dziewiątka, румънски: Formatul București) е организация, основана на 4 ноември 2015 г. в Букурещ, Румъния, по инициатива на президента на Румъния Клаус Йоханис и президента на Полша Анджей Дуда по време на среща между тях.  Нейни членове са България, Чехия, Естония, Унгария, Латвия, Литва, Полша, Румъния и Словакия . Създаването ѝ е главно в резултат на възприемана агресивна нагласа от Русия след анексирането на Крим от Украйна и нейната последваща намеса в Източна Украйна през 2014 г. Всички членове на Букурещ-9 са били или част от бившия Съветски съюз (СССР), или от ръководения от Съветския съюз Варшавски договор .   Предложено е разширяване на изток на организации като Букурещ-9 или Инициативата на трите морета, за да обхване други страни като Грузия, Молдова и Украйна, въпреки че подобно нещо не е обсъждано публично. 
На 10 май 2021 г., по време на видеоконференция на върха Букурещ-9, към която се присъедини президентът на Съединените щати Джо Байдън, Йоханис (един от двамата домакини на срещата, другият е Дуда) каза: „Източноевропейските държави от НАТО биха искали по-голямо съюзническо военно присъствие на източния фланг на блока“ след мобилизацията на руските войски близо до руската граница с Украйна, която се случи преди известно време. 